# نيناد ميلوفانوفيتش
نيناد ميلوفانوفيتش هو مدرب كرة قدم ولاعب كرة قدم صربي في مركز الوسط، ولد في 15 أغسطس 1969 في تشاتشاك في صربيا. لعب مع ملادوست لوتشاني.

## وصلات خارجية
- نيناد ميلوفانوفيتش على موقع قاعدة بيانات كرة القدم.إي يو (الإنجليزية)
- نيناد ميلوفانوفيتش على موقع Soccerway.com (الإنجليزية)
- نيناد ميلوفانوفيتش على موقع عالم كرة القدم.نت (الإنجليزية)